# Robertson Stewart
Pour les articles homonymes, voir Stewart.
 (décembre 2021).
Sir Robertson Huntly "Bob" Stewart (Ordre de l'Empire britannique), né le 21 septembre 1913 et mort le 13 août 2007, était un industriel et exportateur néo-zélandais. Il est le premier à avoir manufacturé des produits en plastique en Nouvelle-Zélande.

## Jeunesse
Robertson Stewart est né à Christchurch en 1913. Il est le fils du comptable Robertson McGregor Stewart et d'Ivy Emily Stewart (née Wooles). Ses parents se séparent alors qu'il a six ans, lui et son jeune frère Max restent alors avec leur mère. Ils vivent à Sydenham puis à Linwood. Il fréquente l'école primaire Linwood North, la Christchurch West High School et un trimestre la Christchurch Boys' High School. A l'âge de 13 ans, la scarlatine le force à quitter l'école,, il se fait soigner à l'hôpital de Bottle Lake à Burwood. Il ne retourne pas à l'école après son rétablissement.
Il suit une formation en cours du soir pour devenir ingénieur électricien pendant cinq ans. Son premier employeur en 1929 est Harry Urlwin. Il lui apprend à ne jamais avoir peur de rien ni de personne. En 1935, Harry Urlwin l'envoie en Angleterre pour se renseigner sur les plastiques. Il importe une machine de moulage en Nouvelle-Zélande et devient ainsi le premier à fabriquer avec ce matériau dans le pays.
Il commence à travailler pour Plastic & Die Casting Ltd en 1947, une entreprise fondée dix ans plus tôt. En 1957, il réunit suffisamment d'argent pour acheter l'entreprise, qu'il rebaptise PDL. La société est cotée à la Bourse de Nouvelle-Zélande en 1971 et, à son apogée, emploie 2 200 personnes et a un chiffre d'affaires annuel de 350 millions de dollars néo-zélandais. Il exporte dans 50 pays et sur trois continents. Il installe des usines dans de nombreux pays, dont une en Malaisie en 1974. Son dicton préféré était : « My job is to make ordinary people do extraordinary things ».
Robertson Stewart prend sa retraite au milieu des années 1990, remettant PDL à son fils, Mark Robertson. La participation familiale de 60 % dans PDL est vendue en 2001 à la société française Schneider Electric pour 97 millions de dollars néo-zélandais.
Robertson Stewart est nommé Compagnon de l'Ordre de l'Empire britannique lors des distinctions honorifiques du Nouvel An de 1970 et Chevalier Bachelor lors des distinctions honorifiques du Nouvel An de 1979, pour ses services rendus à la fabrication et à la communauté. Il est conseiller municipal de Christchurch de 1969 à 1972. En 1995, il est intronisé au New Zealand Business Hall of Fame. En raison de son manque d'éducation formelle, la reconnaissance dont il est le plus fier est son doctorat honorifique en ingénierie de l'Université de Canterbury.
Sa relation d'affaires avec la Malaisie l'a amené à devenir consul honoraire de Malaisie, poste qu'il occupe pendant 28 ans. Le roi de Malaisie l'a nommé Compagnon de l'Ordre de la Loyauté à la Couronne de Malaisie (JSM) pour ses liens commerciaux et culturels.

## Fontaine Stewart

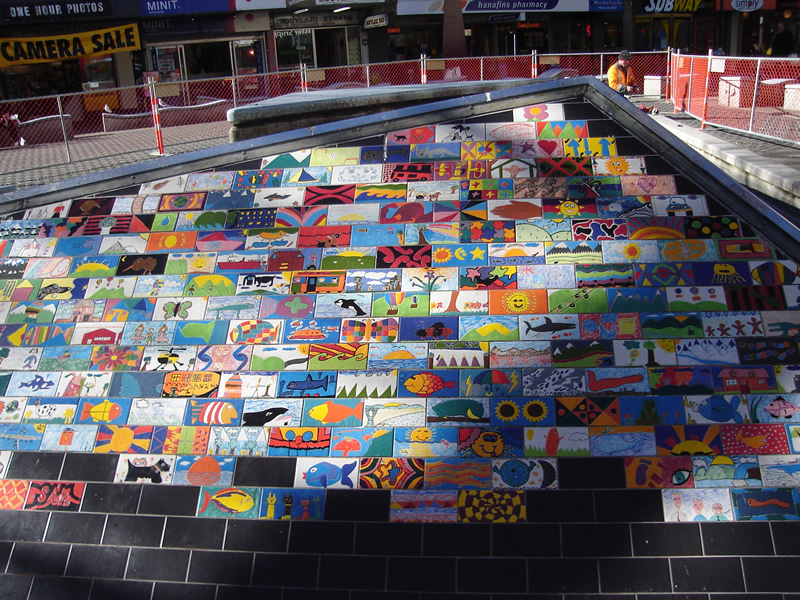
La deuxième fontaine Stewart juste avant sa démolition

Dans les années 1960, Robertson Stewart propose un financement pour la construction d'une fontaine dans une petite réserve publique au coin des rues Colombo, High et Hereford. Il verse initialement 5 000 £ pour sa construction, mais ce montant augmente par la suite pour atteindre la somme de 14 000 $ NZ. La fontaine, comprend quatre murs en acier inoxydable sur lesquels coule de l'eau. Elle est construite au début des années 1970 et constitue sa première contribution philanthropique à Christchurch. En 1987, il décide que la fontaine doit être repensée, ce qui est fait en 1988. Des problèmes d'entretien continus conduisent à la décision de 1993 de remplacer la fontaine. À ce moment-là, son emplacement était devenu une partie du City Mall,.
La fontaine de remplacement, connue sous le nom de fontaine Stewart, a été construite en 1998 pour 700 000 $ NZ, dont 200 000  $ NZ sont financés par Robertson Stewart. Elle est décorée de centaines de carreaux peints par des écoliers de Christchurch. La fontaine devient un lieu de prédilection pour les jeunes. La démolition de l'ancienne fontaine commence le 13 août 2007 et 13 jeunes sont arrêtés alors qu'il manifestent leur opposition à la démolition. Le retrait de la fontaine est soutenu par les propriétaires d'entreprises locales, qui se plaignaient depuis longtemps des jeunes trainant près de la fontaine, et nuisant à leur commerce.
Le conseil municipal de Christchurch a officiellement nommé la réserve Stewart Plaza en 2008. Le legs de Stewart a financé en partie la sculpture de remplacement, « Flour Power », à condition que l'installation soit permanente et que le terrain soit connu sous le nom de Stewart Plaza.

## Famille et mort
En 1937, Robertson Stewart épouse Gladys Gunter dont il divorce plus tard. Ils ont eu trois enfants :
- Sir Robert John Stewart (né en 1940), fait chevalier en 2014 lors de l'anniversaire de la reine[8].
- Elizabeth "Lee" Stewart (née en 1943).
- Peter Maxwell Stewart (né en 1945) marié depuis 1968 à la fondatrice de la Fashion Week de Nouvelle-Zélande, Dame Pieter Stewart (qui a été nommée Dame Companion of the New Zealand Order of Merit lors des Birthday Honours 2012 ).

Peter est emprisonné en 2008 pendant trois ans et demi pour des accusations de relations sexuelles avec des enfants, mais une accusation de viol est rejetée par la Haute Cour de Christchurch après avoir purgé une peine de prison pour son autre infractions. Il est libéré sur parole après 14 mois.
En 1970, il épouse sa secrétaire, Ellen Adrienne Cansdale, née à Melbourne (qui a été nommée Dame Companion of the New Zealand Order of Merit lors des honneurs du Nouvel An 2015 ). Deux enfants naissent de ce second mariage :
- Mark James Stewart
- Todd Huntly Stewart[1]

Robertson Stewart décède à Christchurch le 13 août 2007. Il laisse derrière lui sa seconde épouse, Adrienne, et ses cinq enfants.